# Oscar Calics
Oscar Calics (ur. 18 listopada 1939 w Buenos Aires) – argentyński piłkarz, grający na pozycji obrońcy.